# Guardia Pretoria
La Guardia Pretoria è un gruppo di mercenari dei fumetti pubblicati dalla Marvel Comics.

## Biografia
La Guardia Pretoria è presentata a Richard Fisk dall'ex mercenario Jason Macendale, il gruppo accompagna il figlio di Kingpin ad un meeting con la nuova Rosa durante il quale i mercenari proteggono il proprio capo dall'intervento dell'Uomo Ragno, riuscendo anche a catturare il supereroe. Su ordine di Fisk, il team si sposta nel palazzo del deposto zar del crimine dove protegge Richard dall'attacco di un elicottero, nel parapiglia il Tessiragnatele si libera e fugge. In seguito, la Guardia si mette al servizio del nuovo Kingpin e lo protegge ancora una volta dall'attacco dei killer inviati dai clan rivali; nel frattempo, una squadra raggiunge il cottage in cui si nascondono MJ e Zia May con l'intento di ucciderle, per ritorsione contro una foto erroneamente attribuita a Peter che metteva in luce il legame tra Richard Fisk e la Rosa, ma fallisce grazie all'intervento di Spidey. I mercenari sono presenti anche alla resa dei conti tra Fisk ed il suo ex alleato dalla maschera violacea. Il gruppo è presente al debutto di Richard come nuovo zar del crimine e si sbarazza di alcuni suoi rivali; lo accompagna anche all'appuntamento con la neonata Rosa Rossa dove perde la rivincita contro l'Uomo Ragno.

## Poteri e abilità
Ogni membro della Guardia Pretoria veste un'armatura dotata di grande potenza offensiva, ad esempio dona a chi la indossa una forza sovrumana e la capacità di generare elettricità, che può essere convogliata anche in catene per imprigionare il bersaglio o in coltelli, e con un eccezionale potenziale difensivo. In aggiunta a questa formidabile tuta da combattimento, ogni Guardiano è pesantemente armato con pistole ed altri armi da fuoco.